# Алисса
Алисса (фр. Alissas) — коммуна на юге Франции, находится в регионе Рона — Альпы, департамент Ардеш. Деревня была основана в 1281 году и носила окситанское название Alissacio. Жители зовутся «алиссане».

## Географическое положение
Алисса находится в 30 км от Монтелимара и в 5 км от Прива.
| С-З | Freyssenet | Coux        |          | С-В |
| З   | Прива      | Роза ветров | Chomérac | В   |
| Ю-З |            | Rochessauve |          | Ю-В |

## Администрация
В марте 2001 года мэром коммуны был избран Jean Leynaud. В марте 2008 года он был переизбран на новый срок.
В 2014 году новым мэром стал Жером Бернар. 

## Население
По переписи, в 2009 году в Алиссе было 1 324 жителей (что по сравнению с 1999 годом больше на 29 %). По численности коммуна занимает в стране 7411-е место, тогда как в 1999 году была на 8441, и находится на 61 месте среди 339 коммун.
Изменение численности населения фиксируется переписями населения, проводимыми в Алиссе с 1793 года.
На рубеже XX и XXI веков методы переписи были изменены законом от 27 февраля 2002 года, называемым законом местного самоуправления, и после переходного периода 2004—2008 годов подсчёт населения проводится по-разному в разных административных районах Франции. Для муниципалитетов с населением менее 10 000 жителей исследования носят комплексный характер и проводятся последовательно каждые 5 лет. В Алиссе первая такая перепись была проведена в 2005 году, затем была в 2010 и следующая запланирована на 2015 и т. д. Первый закон о переписи населения после 1999 года является частью этой системы и вступил в силу с 1 января 2009 года, соответствуя данным переписи 2006 года, которая дала промежуточную оценку Алиссе.
Максимальная численность здесь была зафиксирована в 2009 году и составляла 1 324 человек.
| 1793 | 1800 | 1806 | 1896 | 1901 | 1906 | 1911 | 1921 | 1926 | 1931 | 1936 | 1946 | 1954 | 1962 | 1968 | 1975 | 1982 | 1990 | 1999 | 2006 | 2009 |
| ---- | ---- | ---- | ---- | ---- | ---- | ---- | ---- | ---- | ---- | ---- | ---- | ---- | ---- | ---- | ---- | ---- | ---- | ---- | ---- | ---- |
| 626  | 697  | 777  | 794  | 670  | 641  | 606  | 521  | 517  | 503  | 480  | 449  | 462  | 561  | 508  | 478  | 618  | 720  | 1027 | 1159 | 1324 |